# Гайна (Гота)
Гайна (нім. Haina) — громада в Німеччині, розташована в землі Тюрингія. Входить до складу району Гота. Складова частина об'єднання громад Міттлерес-Нессеталь.
Площа — 6,73 км2. Населення становить Невірний параметр metadata 16 067 035 ос. (станом на 31 грудня 2021).